# 大法寺 (高岡市)
大法寺（だいほうじ）は、富山県高岡市にある日蓮宗の寺院。山号は、海秀山。旧本山は大本山本圀寺（六条門流）。潮師法縁。

## 歴史
- 享徳3年（1454年）[1]、栄昌院日能（妙勝院日曉の弟子）が越中国開教の拠点として創建。
- 明治10年（1877年）の高岡大火で焼失後再建。

## 文化財

### 重要文化財
- 紙本著色一塔両尊像・紙本著色日蓮像・紙本著色鬼子母神十羅刹女像・絹本著色三十番神像（4幅一括指定）

以上の4幅の仏画は日蓮宗の本尊像・祖師像・護法神像である。いずれも長谷川等伯の作で、等伯が上洛する前、故郷の能登で長谷川信春と名乗っていた時の作品である。三十番神像は永禄9年（1566年）、他の3幅は永禄7年（1564年）の作。

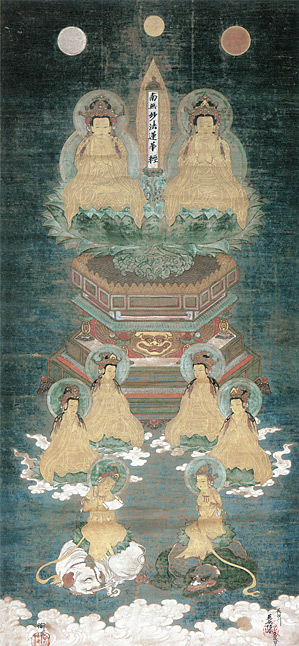
一塔両尊像
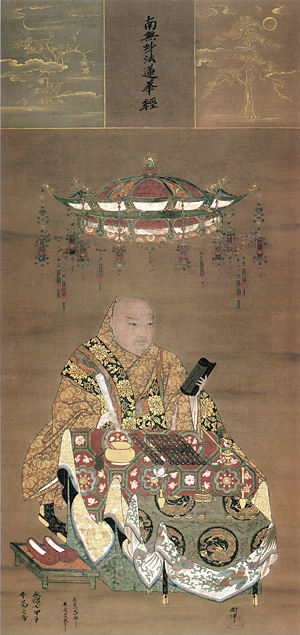
日蓮像
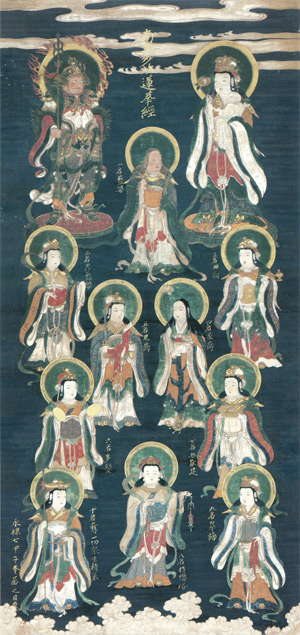
鬼子母神十羅刹女像
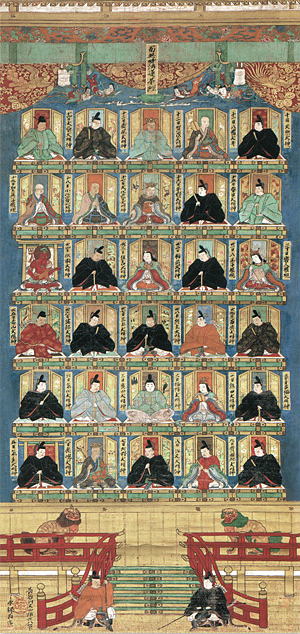
三十番神像

## 旧末寺
日蓮宗は昭和16年に本末を解体したため、現在では、旧本山、旧末寺と呼びならわしている。
- 宝珠山義常教会（射水市八幡町）
- 本涌山法泉寺（射水市久々湊）
- 光永山日澄寺（射水市戸破）

## 参考資料
- 『「大日蓮展」図録』東京国立博物館（2003年）
- 『「長谷川等伯展」図録』東京国立博物館（2010年）
- 渡辺宝陽、中尾尭監修『日蓮 久遠のいのち』平凡社 別冊太陽日本のこころ206（2013年）